# Quận Linn, Kansas
Quận Linn là một quận thuộc tiểu bang Kansas, Hoa Kỳ. Theo điều tra dân số năm 2000 của Cục điều tra dân số Hoa Kỳ, quận có dân số 9570 người.

## Thông tin nhân khẩu
Dân số của Quận Linn ước tính là 9.335 người trong năm 2009, giảm 235 người, hay -2,5%, trong vòng 9 năm.
Theo điều tra dân số Mỹ vào năm 2000, quận Linn đã có dân số 9.570 người, 3.807 hộ, và 2.748 gia đình sống trong quận. Mật độ dân số là 16 người cho mỗi dặm vuông (6/km ²). Có 4.720 đơn vị nhà ở với mật độ trung bình là 8 cho mỗi dặm vuông (3/km ²). Cơ cấu dân tộc dân cư quận gồm 97,50% người da trắng, 0,63% da đen hay Mỹ gốc Phi, 0,48% người Mỹ bản xứ, 0,14% người châu Á, Thái Bình Dương 0,04%, 0,16% từ các chủng tộc khác, và 1,06% từ hai hoặc nhiều chủng tộc. Hispanic hay Latino thuộc chủng tộc nào được 0,91% dân số.

Quận Linn được 3.807 hộ, trong đó 28,90% có trẻ em dưới 18 tuổi sống chung với họ, 62,70% là các cặp vợ chồng sống với nhau, 6,20% có chủ hộ là nữ không có mặt chồng, và 27,80% là không lập gia đình. 24,00% của tất cả các hộ gia đình đã được tạo thành từ các cá nhân và 13,00% có người sống một mình 65 tuổi trở lên đã được người. Bình quân mỗi hộ là 2,48 và cỡ gia đình trung bình là 2,94.
Trong quận này cơ cấu độ tuổi với 25,00% ở độ tuổi dưới 18, 6,70% 18-24, 24,30% 25-44, 25,70% 45-64, và 18,30% 65 tuổi trở lên. Tuổi trung bình là 41 năm. Cứ mỗi 100 nữ có 100,00 nam giới. Cứ mỗi 100 nữ 18 tuổi trở lên, đã có 97,60 nam giới.
Thu nhập trung bình cho một hộ gia đình trong quận đã được $ 35.906, và thu nhập trung bình cho một gia đình là 42.571 USD. Nam giới có thu nhập trung bình 31.720 đô la Mỹ so với 22.287 $ cho phái nữ. Thu nhập trên đầu cho các quận được $ 17,009. Giới 7,80% gia đình và 11,00% dân số sống dưới mức nghèo khổ, trong đó có 14,20% những người dưới 18 tuổi và 9,60% có độ tuổi từ 65 trở lên.